# 钱永佑
钱永佑（英語：Richard Winyu Tsien，1945年3月3日—），生于贵州大定（今大方），籍貫浙江杭縣（今杭州市），美国华人神经生物学家與工程師，現任紐約大學朗格尼醫學中心神經科學研究所首屆主任、德魯肯米勒基金會（Druckenmiller Foundation）神經科學講座教授、史丹福大學分子細胞生理學榮譽教授。為五代吳越國國王錢鏐的第34代孫。

## 生平
幼時隨父母移民美國，父親钱学榘是民初留美歸國的航空工程師，三兄弟中，钱永佑是老大，三弟錢永健為2008年诺贝尔化学奖得主之一。
1965年，钱永佑获得麻省理工学院（MIT）电机工程学士学位；次年，获电机工程硕士学位。同年，他获得罗德奖学金，赴英国牛津大学求学。钱永健于1972年以馬歇爾獎學金赴英国剑桥大学留学。
1966年至1969年，钱永佑在牛津大学攻读博士，并于1970年获生物物理学博士学位。1968年至1970年，钱永佑任牛津大学大学学院的维尔初级研究员（Weir Junior Research Fellow）。1969年至1970年，钱永佑任牛津大学贝利奥尔学院的讲师。
1970年，钱永佑学成回到美国，在耶鲁大学医学院生理学系担任助理教授（1970年至1974年）。1974年至1979年，钱永佑任耶鲁医学院生理学系副教授。1979年，钱永佑升任正教授（1979年至1988年）。
1988年，錢永佑赴斯坦福医学院創立了史丹福大學分子和細胞生理學系，並擔任創系主任（1988至94年）；1991到2001年，任美國國立西爾維奧·康特－精神衛生中心神經科學研究主任；1988到2011年，任喬治·D·史密斯（George D. Smith）分子和細胞生理學講座教授；2000到11年，史丹佛腦科學研究中心共同主任。

## 学术研究
钱永佑对细胞钙离子通道颇有研究。他在细胞信号转导领域也很有建树。钱永佑的研究有助于人们理解神经细胞突触末端的长期可塑性。
1987年/1988年，钱永佑担任普通生理学会（Society of General Physiologists）主席。钱永佑也是美国国家科学院神经生物学分会的主席。
1994年，钱永佑被选为美国国家医学院院士。1996年，当选中央研究院院士（第21届）。1997年，当选为美国国家科学院院士。1998年，当选美国文理科学院院士。1999年，当选国际生物物理学会（Biophysical Society）会章委员。